# Iwan Bohdanowicz Sapieha
Pour les articles homonymes, voir Iwan Sapieha, Bohdanowicz et Maison Sapieha.
Iwan Bohdanowicz Sapieha, né vers 1480, mort en 1546, membre de la famille Sapieha, voïvode de Vitebsk (1517-1541) et Podlachie (1529-1541), staroste de Drohiczyn.

## Biographie
Iwan Bohdanowicz est le fils aîné de Bohdan Semenowicz Sapieha

## Descendance
Vers 1531 il épouse Anna Sanguszko († 1561), fille d'Andrzej Aleksandrowicz Sanguszko († vers 1534). Ils ont pour enfants:
- Luka († après 1545)
- Iwan († 1580)
- Mikołaj († vers 1592), secrétaire royal
- Paweł († 1580), castellan de Kiev
- Sofia

## Sources
- (lt) Cet article est partiellement ou en totalité issu de l’article de Wikipédia en lituanien intitulé « Ivanas Bagdanovičius Sapiega » (voir la liste des auteurs).

- (pl) Cet article est partiellement ou en totalité issu de l’article de Wikipédia en polonais intitulé « Iwan Bohdanowicz Sapieha » (voir la liste des auteurs).